# كندش
كُنْدُش أو كُطْرِي (تسمية هندية) (الاسم العلمي: Dendrocitta)، جنس طير من الجواثم وفصيلة الغرابيات. أنواعه سبع، أعطانها في جنوب آسيا وجنوب شرق آسيا الاستوائية.
الطيور التي تنتمي لهذا الجنس : 
| صورة | الإسم العلمي            | الإسم الشائع    | التوزيع                                                  |
| ---- | ----------------------- | --------------- | -------------------------------------------------------- |
|      | Dendrocitta formosae    | كندش رمادي      | الهند الصينية, جنوب تايوان اراضي الصين الرئيسية وتايوان. |
|      | Dendrocitta vagabunda   | كندش أصهب       | شبه قارة الهند والمناطق المجاورة من جنوب شرق آسيا        |
|      | Dendrocitta frontalis   | كندش مطوق       | شمال شرق الهيملايا, بنغلاديش, النيبال ووصولا عبر بورما   |
|      | Dendrocitta occipitalis | كندش سومطرة     | سومطرة في إندونيسيا .                                    |
|      | Dendrocitta cinerascens | كندش بورنيو     | بورنيو                                                   |
|      | Dendrocitta leucogastra | كندش أبيض البطن | جبال الغات الغربية جنوب غوا بشكل رئيسي                   |
|      | Dendrocitta bayleyii    | كندش أندمان     | جزر أندمان في الهند                                      |